# European Journal of Mass Spectrometry
European Journal of Mass Spectrometry is een internationaal, aan collegiale toetsing onderworpen wetenschappelijk tijdschrift op het gebied van de
massaspectrometrie.
De naam wordt in literatuurverwijzingen meestal afgekort tot Eur. J. Mass Spectrom.
Het wordt uitgegeven door IM Publications en verschijnt tweemaandelijks.
Het eerste nummer verscheen in 2000.